# شیر دریایی
شیر دریایی پستانداری است که در دریا زندگی می‌کند. اما برای به دنیا آوردن بچه‌های خود ساحل می‌آید. شیرهای دریایی در اقیانوس آرام و اقیانوس اطلس زندگی می‌کنند. آن‌ها روی خشکی سریع‌تر از انسان حرکت می‌کنند و در دریا هم می‌توانند با سرعت چهل کیلومتر در ساعت شنا کنند. شیرهای دریایی نر در خشکی قلمرویی برای خودشان معین می‌کنند و سپس سعی می‌کنند جانور ماده را به قلمرو خود بکشانند. شیر دریایی ماده هر بار یک بچه به دنیا می‌آورد و تا شش ماهگی به او شیر می‌دهد. در این سن بچهٔ شیر دریایی آنقدر بزرگ می‌شود که بتواند غذای خود را شکار کند.
یکی از نکات حائز اهمیت در فیزیولوژی شیر دریایی، طحال این موجود است. بطوریکه حدود ۴٫۵ درصد از وزن جانور به آن اختصاص دارد. دلیل بزرگی این عضو بدن در این پستاندار دریایی نقش مهمی است که در ذخیره اکسیژن در هنگام غواصی در نواحی عمیق ایفا می‌کند.